# Selommes
Selommes ist eine französische Gemeinde mit 795 Einwohnern (Stand: 1. Januar 2022) im Département Loir-et-Cher in der Region Centre-Val de Loire. Sie gehört zum Arrondissement Vendôme und zum Kanton Montoire-sur-le-Loir. Die Einwohner werden Selommois genannt.

## Geografie
Die Gemeinde Selommes liegt etwa 18 Kilometer nordnordwestlich von Blois am Flüsschen Houzée. Nachbargemeinden von Selommes sind Faye  im Norden, Oucques la Nouvelle im Nordosten und Osten, Rhodon im Osten, Champigny-en-Beauce im Südosten und Süden, Villemardy im Süden, Périgny im Westen sowie Coulommiers-la-Tour und Villetrun im Nordwesten.

## Einwohnerentwicklung
| Jahr                       | 1962 | 1968 | 1975 | 1982 | 1990 | 1999 | 2011 | 2022 |
| -------------------------- | ---- | ---- | ---- | ---- | ---- | ---- | ---- | ---- |
| Einwohner                  | 730  | 714  | 705  | 720  | 734  | 758  | 835  | 795  |
| Quellen: Cassini und INSEE |      |      |      |      |      |      |      |      |

## Sehenswürdigkeiten
- Dolmen von Cornevache, Monument historique
- Kirche Sainte-Vierge, Monument historique

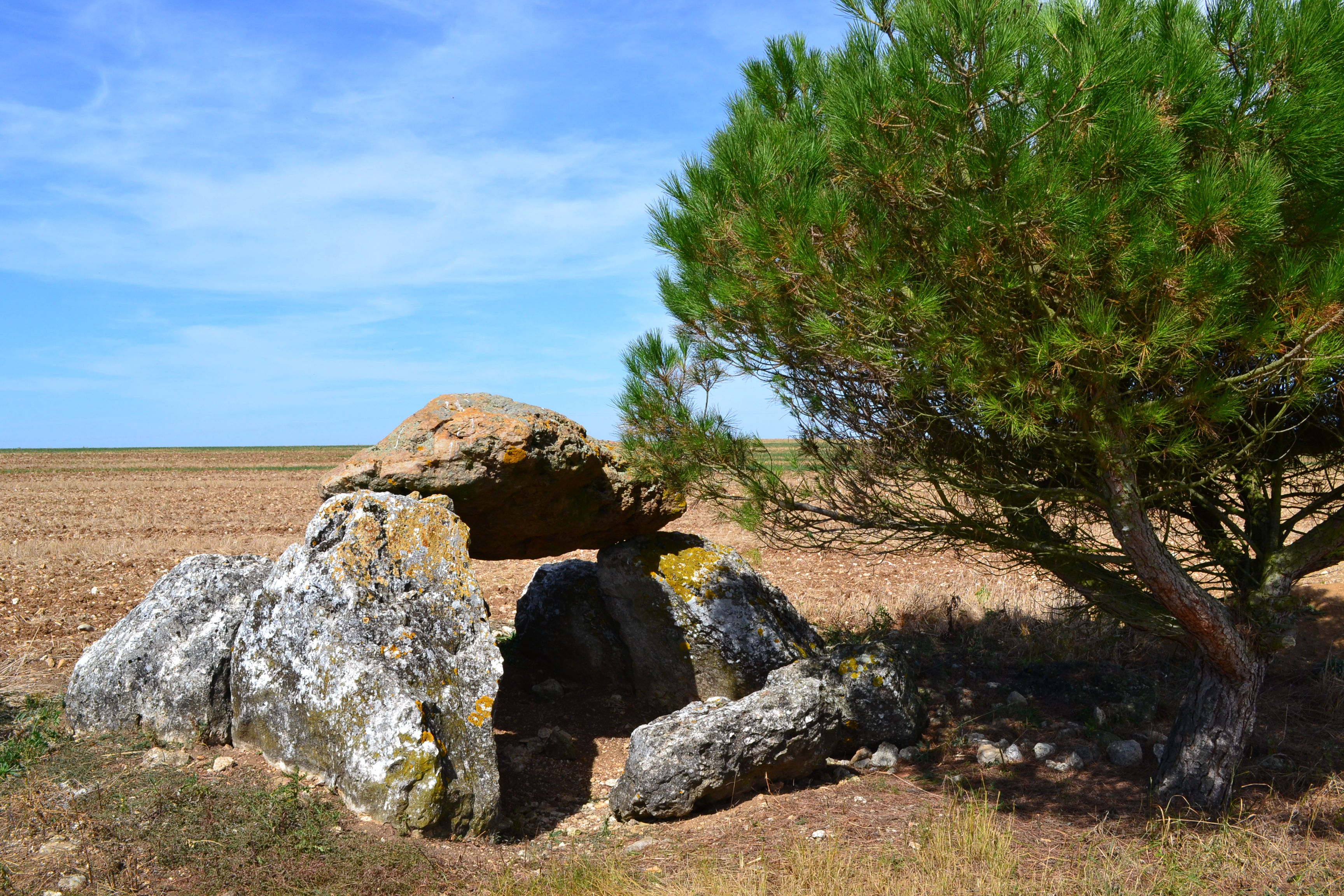
Dolmen von Cornevache
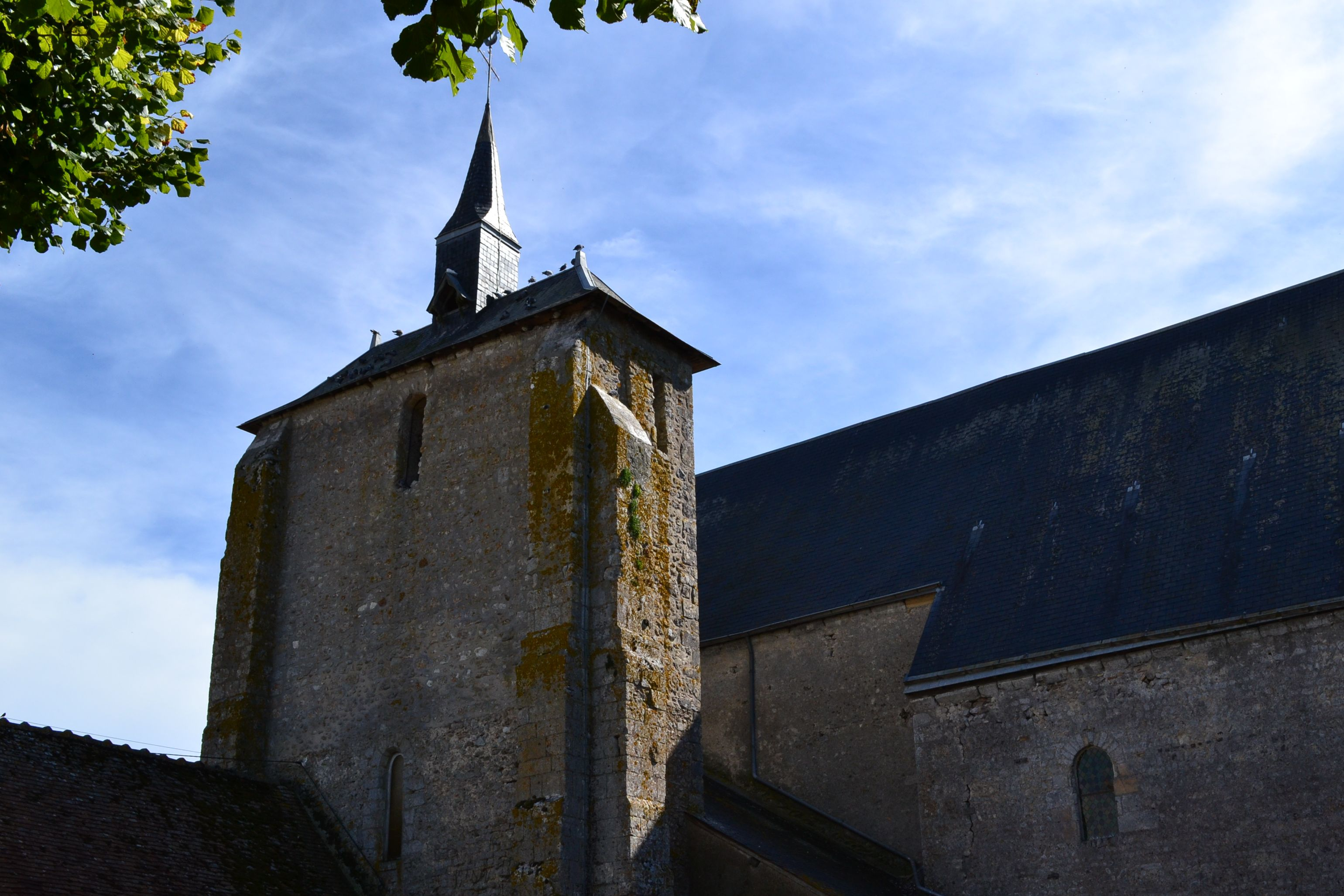
Kirche Sainte-Vierge